# Horacio Llamas
Pour les articles homonymes, voir Llamas.
Horacio Llamas, né le 17 juillet 1973 à Rosario, au Mexique, est un joueur mexicain de basket-ball. Il évolue durant sa carrière au poste de pivot.